# Pjevalovac
Pjevalovac (cyr. Пјеваловац) – wieś w Bośni i Hercegowinie, w Republice Serbskiej, w gminie Derventa. W 2013 roku liczyła 63 mieszkańców.